# افسانه دوشیزه تایشو
افسانه دوشیزه تایشو (به انگلیسی: Taisho Otome Fairy Tale) (Taishō Otome Otogibanashi (ژاپنی: 大正処女御伽話) یک مجموعه مانگا ژاپنی نوشته و تصویرگری شده توسط سانا کیریوکا است. این مجموعه از ژوئیه ۲۰۱۵ تا سپتامبر ۲۰۱۷ در مجله جامپ اسکوئر منتشر شد و کل مانگا در پنج جلد تانکوبون گردآوری شد. یک مجموعه تلویزیونی انیمه اقتباس شده از این اثر توسط استودیو SynergySP از اکتبر ۲۰۲۱ به نمایش درآمد.

## داستان
داستان اواخر سال ۱۹۲۱، در دهمین سال از دوره تایشو جریان دارد. تاماهیکو شیما، پسر دوم خانواده ثروتمند شیما، پس از فلج شدن دست راستش طی یک تصادف رانندگی که جان مادرش را نیز می‌گیرد، زندگی اش کاملاً عوض می‌شود. او توسط پدرش به یک ویلا در کوه‌های چیبا دور از دید عموم تبعید می‌شود. تاماهیکو به قدری ناامید بود که تصور می‌کرد به صورت تنها و فراموش شده خواهد مرد اما در یک شب برفی در دسامبر، دختری به خانه او می‌آید و اعلام می‌کند که اینجاست تا سرایدار او باشد، و وقتی به اندازه کافی بزرگ شد، عروش خانواده او شود. این دختر که یوزوکی تاچیبانا یا به اختصار «یوزو» نام دارد، به دلیل بدهی پدرش، توسط پدر تاماهیکو خریداری می‌شود و در حالی که او از خانه و خانواده‌اش جدا شده، تصمیم می‌گیرد با ذوق و شوق برای تاماهیکو نقش عروس را بازی کند.
تاماهیکو در ابتدا به دلیل تبعیدش به شدت بدبین و افسرده‌است و حالت آفتابی سرکوب ناپذیر یوزوکی در ابتدا روی اعصاب او تأثیر می‌گذارد، اما حضور او به تدریج به روشن شدن روحیه او کمک می‌کند. با گذشت زمان، تاماهیکو و یوزوکی عاشق هم می‌شوند. در سال ۱۹۲۲، خواهر کوچکتر تاماهیکو، تاماکو، این زوج را ملاقات می‌کند، و اگرچه در ابتدا با آنها به سردی رفتار کرد، اما با یوزوکی گرم می‌شود. آنها همچنین با ریو آتسومی، خواهر بزرگتر و سرپرست تعدادی از خواهر و برادرهای کوچکتر، که تاماهیکو را مسخره و از او دزدی می‌کند، ملاقات می‌کنند. با این حال، تاماکو به او و یوزوکی نزدیک می‌شود و تاماهیکو به خواهر و برادرهای کوچکترش در مدرسه کمک می‌کند.
در سال ۱۹۲۳، یوزوکی و یکی از برادران ریو، ریوتارو، به توکیو رفتند، اولی برای دیدن دوستش از مدرسه، و دومی برای دنبال کردن یک دوره کارآموزی. با این حال، آن‌ها در زلزله بزرگ کانتو در سال ۱۹۲۳ گرفتار شدند، که باعث شد تاماهیکو و ریو به سمت توکیو پیاده‌روی کنند و تاماهیکو خانه خود را به عنوان یک پناهگاه موقت برای جمعیت آسیب دیده در شهرش باز گذاشت. تاماهیکو یوزوکی را پیدا می‌کند و او را به بیمارستانی موقت می‌برد که توسط عموی بیگانه‌اش اداره می‌شود. پس از زلزله، خواننده معروف کوتوری شیراتوری از چیبا بازدید می‌کند و با حضور یوزوکی و ریو یک برنامه اجرا می‌کند. بعداً، تاماهیکو به مدرسه بازمی‌گردد و امتحانات ورودی را پشت سر می‌گذارد و با برادر دوقلوی کوتوری، هاکارو، دوست می‌شود. کوتوری به دیدار یوزوکی و تاماهیکو می‌رود و از آن‌ها در مورد عشق می‌پرسد تا از ترانه‌سرایی او حمایت کند.
یوزوکی ناگهان یک روز آنجا را ترک می‌کند و تاماهیکو دوباره به حالت افسرده خود می‌افتد. مشخص می‌شود که وارث خانواده شیما، تاماکی، مرده‌است، و تاماهیکو، علیرغم اینکه قبلاً طرد شده بود، دوباره به خانواده دعوت می‌شود تا به عنوان وارث خدمت کند. در نتیجه، یوزوکی قرار می‌گیرد تا همسر تامائو، برادر تاماهیکو شود. تاماهیکو به توکیو برمی‌گردد، یوزوکی را پس می‌گیرد و روابط خود را با پدرش قطع می‌کند و تاماکو و تامائو او را دنبال می‌کنند و تنها خواهر بزرگ‌تر، تامایو، جانشین خانواده شیما می‌شود. تاماهیکو و یوزوکی در آماده شدن برای عروسی خود، از خانواده یوزوکی در ایواته دیدن می‌کنند. در نهایت تاماهیکو نام خانوادگی یوزوکی، تاچیبانا را می‌گیرد و معلم می‌شود. تامائو و تاماکو توسط عموی خود به فرزندی پذیرفته می‌شوند.